# Emil Wollman
Emil Wollman (ur. 6 października 1888, zm. 27 lipca 1950 we Wrocławiu) – polski ichtiolog, profesor Wyższej Szkoły Rolniczej we Wrocławiu.
Studiował na Akademii Rolniczej w Dublanach pod kierunkiem prof. Karola Malsburga i Karola Różyckiego. Od 1933 był adiunktem w Katedrze Hodowli Zwierząt Użytkowych Wydziału Rolniczo-Lasowego Politechniki Lwowskiej, wykładał tam rybactwo. Po wysiedleniu Polaków ze Lwowa zamieszkał we Wrocławiu, gdzie wykładał w Katedrze Produkcji Zwierzęcej połączonych Uniwersytetu i Politechniki Wrocławskiej. W 1947 uzyskał tytuł profesora.
Został pochowany na Cmentarzu Świętej Rodziny we Wrocławiu.

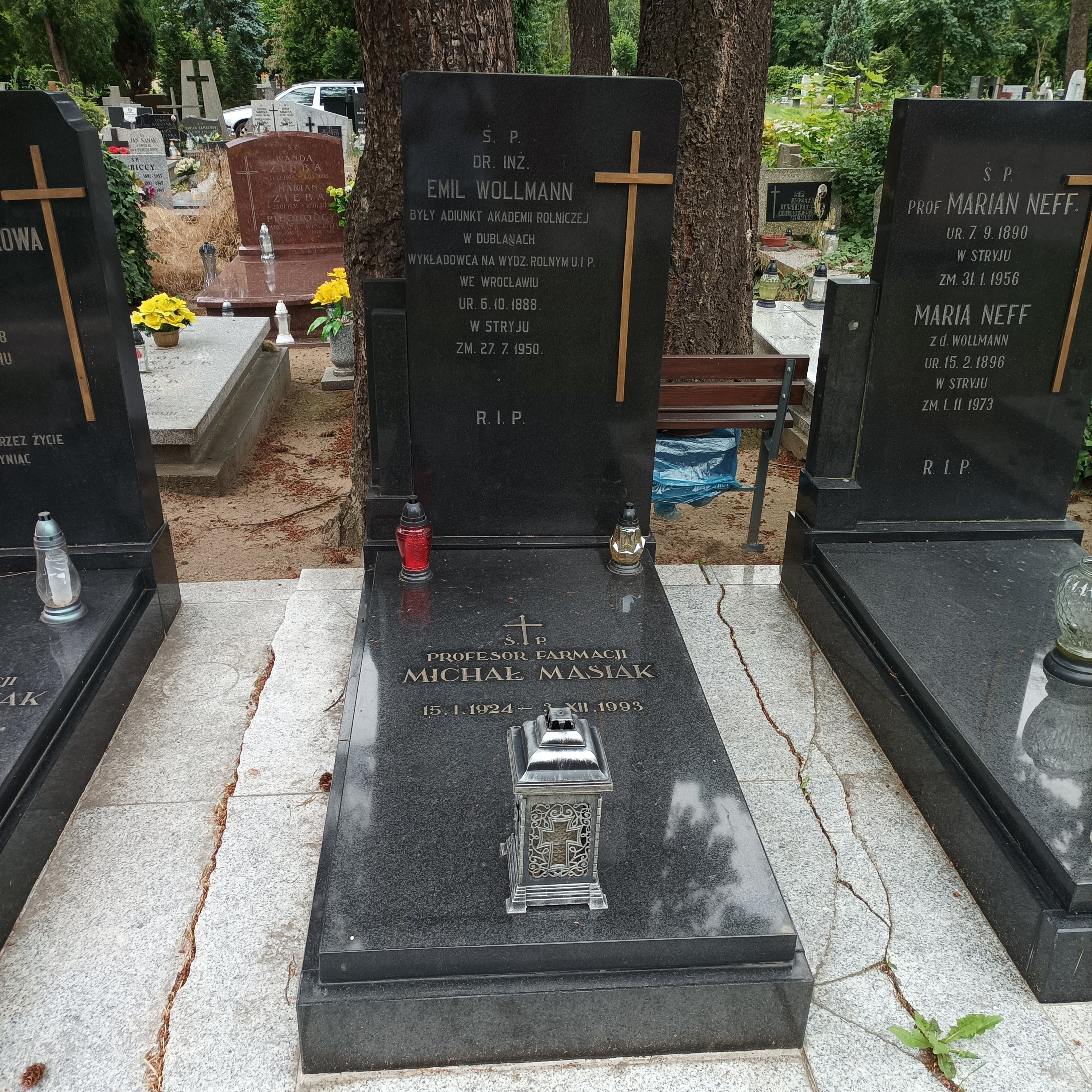
Grób prof. Emila Wollmana na Cmentarzu Świętej Rodziny we Wrocławiu